# Château de Bellevue (Vosges)
Pour les articles homonymes, voir Château de Bellevue.
Le château de Bellevue (ou château Bellevue) est un château de la commune de Le Clerjus au sud du département des Vosges en région Lorraine. 

## Histoire
Le château est construit dans la seconde moitié du XIXe siècle par un maître de forges de la famille de Buyer.
À ce jour, le château ne fait l'objet d'aucune inscription ou classement au titre des monuments historiques. Son nom est mentionné sur les cartes IGN au 25:000, au nord-ouest du village, à six-cents mètres du château Puton, un château construit par un autre maître de forges au siècle précédent.

## Description
Le château a une forme rectangulaire avec un toit à quatre pans.